# Letov Š-231
Il Letov Š-231 era un caccia biplano sviluppato dall'azienda cecoslovacca Vojenská továrna na letadla Letov nella prima metà degli anni trenta. Inizialmente impiegati dalla Češkoslovenske Vojenske Letectvo, gli aerei costruiti furono successivamente venduti alla Repubblica spagnola ed impiegati dall'aeronautica militare durante la guerra civile.

## Storia del progetto
Durante la prima metà degli anni trenta del XX secolo il governo cecoslovacco, preoccupato per l'inizio del riarmo della Germania, sviluppò un piano di potenziamento delle proprie forze armate. Per quello dell'aeronautica militare furono ordinati piccoli lotti di produzione di svariati tipi di caccia tra i quali l'Avia B-34 e il Letov Š-231. Il velivolo della Letov, progettato dall'ingegnere Alois Šmolík, il prototipo volò per la prima volta il 17 marzo 1933 nelle mani del pilota collaudatore Kovandou. I primi collaudi evidenziarono alcuni difetti di progettazione che furono rapidamente rimossi. Consegnato per le prove di collaudo militare al VTLÚ (Vojenský tecknický a letecký ústav), il 21 luglio successivo il prototipo precipitò durante le prove causando la morte del pilota R. Černín.
Dopo una breve trattativa con il Ministero della Difesa Nazionale la Letov ricevette un ordine per la costruzione di un secondo prototipo e di 23 esemplari di preserie. Anche se l'ordine fu emesso nel dicembre 1933, la costruzione degli aerei terminò solo nel 1935. Nel corso del 1934 il secondo prototipo fu oggetto di attenti collaudi, e il 3 novembre dello stesso anno il VTLÚ decretò che l'Š-231, dopo le modifiche apportate, rispondeva in pieno ai requisiti di sicurezza ed affidabilità richiesti.

## Tecnica
L'Š-231 era un velivolo che riproponeva l'impostazione, per l'epoca convenzionale, monomotore in configurazione traente, monoposto, velatura biplana e carrello fisso.
La fusoliera era caratterizzata dalla struttura in tubi d'acciaio saldati, ricoperta in tela trattata tranne nella zona anteriore ricoperta di lamina metallica, ed integrava l'unico abitacolo aperto destinato al pilota protetto da un piccolo parabrezza. Posteriormente terminava in un impennaggio classico caratterizzato dall'elemento verticale di grandi dimensioni e dai piani orizzontali irrobustiti da una coppia di aste di controvento "a V", una per lato.
La configurazione alare era biplano-sesquiplana, con l'ala superiore, montata alta a parasole, dall'apertura leggermente più ampia dell'inferiore, quest'ultima montata bassa sulla fusoliera e leggermente spostata verso coda, collegate tra loro da una coppia di montanti, una per lato, integrati da tiranti in cavetto d'acciaio.
Il carrello d'atterraggio era di tipo classico, con due elementi monoruota, congiunti alla fusoliera da una struttura ad "V", in tubi metallici. Le ruote non erano dotate di carenature.
La propulsione era affidata ad un motore Walter VS-2 radiale a 9 cilindri raffreddato ad aria, in grado di esprimere, in quella versione, una potenza pari a 560 hp (411,9 kW), collocato all'apice anteriore della fusoliera ed abbinato ad un'elica bipala in legno. Il propulsore, che impiegava una miscela di benzina, alcool e benzene a 77 ottani, era ricoperto da un anello anulare aerodinamico tipo Townend.
L'armamento consisteva in 4 di mitragliatrici vz.30 calibro 7,92 mm, due posizionate in fusoliera e due nelle ali, con 300 colpi per arma. Sotto le ali trovavano posto sei piccole bombe da 12 kg, appese ad appositi supporti.

## Impiego operativo

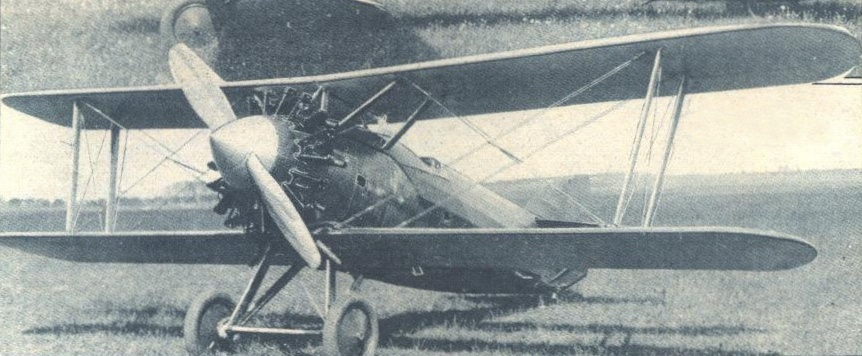
Un esemplare di Letov S-31 dotato di propulsore Pratt & Whitney Hornet da 425 hp

Gli aerei iniziarono ad arrivare ai reparti nella seconda metà del 1936, entrando in servizio presso le 35ª e 36ª Stíhací (squadriglia) del Leteckého pluku č. 2 (Reggimento aereo n.2) di Olomouc. Poco tempo dopo gli aerei vennero ritirati dal servizio e resi disponibili per la vendita all'estero. Il 9 gennaio 1937 l'MNO autorizzò la cessione delle macchine alla Repubblica di Spagna, allora impegnata nella guerra civile contro le forze nazionaliste del generale Francisco Franco. La vendita avvenne tramite l'intercessione dell'Estonia che acquistò ufficialmente gli aerei, cedendoli subito all'aviazione repubblicana. Il contratto di acquisto per la fornitura di 24 aerei da combattimento Š-231 e 17 motori di scorta Walter Merkur VS2 venne firmato dai rappresentanti di Tallinn il 23 gennaio 1937, e il 26 dello stesso mese iniziarono i lavori di revisione sulle prime due cellule. Due giorni dopo, il 28, il 2. Leteckého pluku ricevette l'ordine di trasferire da Olomouc a Letňany dodici macchine, mentre le rimanenti sette arrivarono il 7 febbraio.
Due Š-231 andarono perduti per incidente durante i lavori di revisione, e vennero sostituiti da due aerei, l'Š-131.2 dotato di propulsore BMW Hornet e l'Š-331.1.

Nel tentativo di migliorare le prestazioni del velivolo furono sviluppate due ulteriori versioni, la prima, designata S.331, volò per la prima volta nel 1935 dotata di motore Gnome-Rhône 14KFile:Letov S-31.jpgWalter K-14-II da 900 hp, ma non ottenne alcun ordine di produzione ed il prototipo fu venduto al governo repubblicano spagnolo. La seconda, designata Š.431, volò per la prima volta nel 1936 equipaggiata con propulsore Armstrong Siddeley Tiger da 680 CV. Il prototipo precipitò durante il suo primo volo e ogni ulteriore sviluppo venne abbandonato.

### Spagna
Al termine dei lavori di revisione i primi otto velivoli furono smontati e, imbarcati a Gdynia (Polonia) sul mercantile Sarkany.
Salpata il 9 marzo la nave scaricò il suo carico a Bilbao il 27 successivo, e gli aerei vennero trasferiti sull'aeroporto di La Albericia (Santander) dove furono assemblati dei tecnici spagnoli senza l'aiuto di documenti scritti o istruzioni, ma basandosi solo sull'intuizione. Invece delle previste quattro mitragliatrici Vickers alari, gli aerei ne ricevettero solo due e poi furono trasferiti sull'aeroporto di Lamiaco, vicino a Bilbao. L'esordio operativo avvenne pochi giorni dopo, e si registrò subito la prima perdita quando un aereo impegnato in una missione di mitragliamento fu abbattuto da una pattuglia di 4 caccia Fiat C.R.32. Sotto la pressione delle forze nazionaliste i reparti dell'aviazione repubblicana dovettero abbandonare l'aeroporto di Lamiaco, trasferendosi dapprima su quello di La Albericia e poi a El Carreño, nelle vicinanze di Gijón.
Ulteriori 9 velivoli furono sbarcati a Barcellona all'inizio del 1938 e trasferiti subito a Celdra per essere montati e collaudati. Con questi velivoli fu costituita la 2ª Escadrilla del Grupo 71 de Defesa de Costas, posta al comando del capitano José Bastida Porras, che aveva il compito di proteggere le coste e le città della Catalogna partendo dall'aeroporto di Bañolas (Gerona). Il 5 febbraio 1939 tutti gli aerei superstiti furono sorpresi da un attacco dell'aviazione nazionalista e messi definitivamente fuori uso.
Degli ulteriori sette aerei non si hanno notizie certe, secondo alcuni andarono perduti insieme alla nave che li trasportava, probabilmente affondata dall'aviazione nazionalista.
Tre Š-321 furono catturati dai nazionalisti, uno intatto sull'aeroporto di El Carreño, uno su quello di La Albericia e il terzo in un luogo sconosciuto. Gli aerei andarono a costituire il Grupo 3W dell'aviazione nazionalista con il compito di proteggere l'Aeroporto di León, ma non ebbero mai impiego bellico. Dopo la fine della guerra transitarono in servizio nell'Ejército del Aire venendo impiegati per compiti addestrativi, e furono definitivamente radiati nel corso del 1944.

## Versioni
- Š-331: versione equipaggiata con propulsore Walter K.14.
- Š-431: versione equipaggiata con motore Armstrong Siddeley Tiger.

## Utilizzatori
Cecoslovacchia
- Češkoslovenske Vojenske Letectvo

 Spagna
- Fuerzas Aéreas de la República Española
- Aviación Nacional

### Annotazioni
1. ↑  In lingua italiana Istituto militare per la tecnologia e l'aviazione.
2. ↑  Si trattava del Bristol Jupiter prodotto localmente su licenza dalla Walter Engines e che ne riproponeva l'architettura.
3. ↑  Codice di identificazione delle squadriglie lettere F e G.
4. ↑  Si trattava di una nave mercantile da 2 202 tonnellate, appartenente alla compagnia olandese Van Driel. Insieme agli otto aerei furono imbarcati anche 24 cannoni, 15 000 fucili, 50 tonnellate d'esplosivo e una grande quantità di proiettili d'artiglieria, per un valore totale del carico di 47 milioni di franchi francesi dell'epoca.
5. ↑  Durante i primi decolli, a causa dell'errato montaggio delle ali, due aerei rimasero danneggiati in maniera considerata riparabile.
6. ↑  Altri due Š-231 furono distrutti al suolo durante un attacco nazionalista sull'aeroporto di Lamiaco avvenuto l'8 aprile.
7. ↑  L'esemplare immatricolato CL-004 effettuò un atterraggio di emergenza a Perpignan, in Francia, il 10 settembre 1938. Il pilota rimase leggermente ferito, mentre l'aereo fu dichiarato distrutto dalle autorità francesi.
8. ↑  Secondo alcune fonti la nave trasportava anche i prototipi Š-321 e Š-341 oltre a qualche bombardiere Š-328.

### Fonti
1. 1 2 3 4 5 6  Cerda 1995, p. 31.
2. 1 2 3 4 5  Cerda 1995, p. 29.
3. 1 2 3 4 5 6 7 8 9 10  Уголок неба.
4. 1 2 3 4 5 6 7  Cerda 1995, p. 30.

### Periodici
- (FR) Juan Arraez Cerda, L'aviation de Chasse de la République Espagnole 1936-1939, in Hors Avions Series, n. 03, Boulogne-sur-Mer, Editions Lela Press, 1995,  pp. 29-31.